# Ammoniumtellurat
Ammoniumtellurat ist eine anorganische chemische Verbindung aus der Gruppe der Tellurate.

## Gewinnung und Darstellung
Ammoniumtellurat kann durch Reaktion von Tellurdioxid mit Wasserstoffperoxid und Ammoniumhydroxid gewonnen werden.

## Eigenschaften
Ammoniumtellurat ist ein luftempfindlicher weißer Feststoff, der löslich in Wasser ist.